# Luis Beltrán

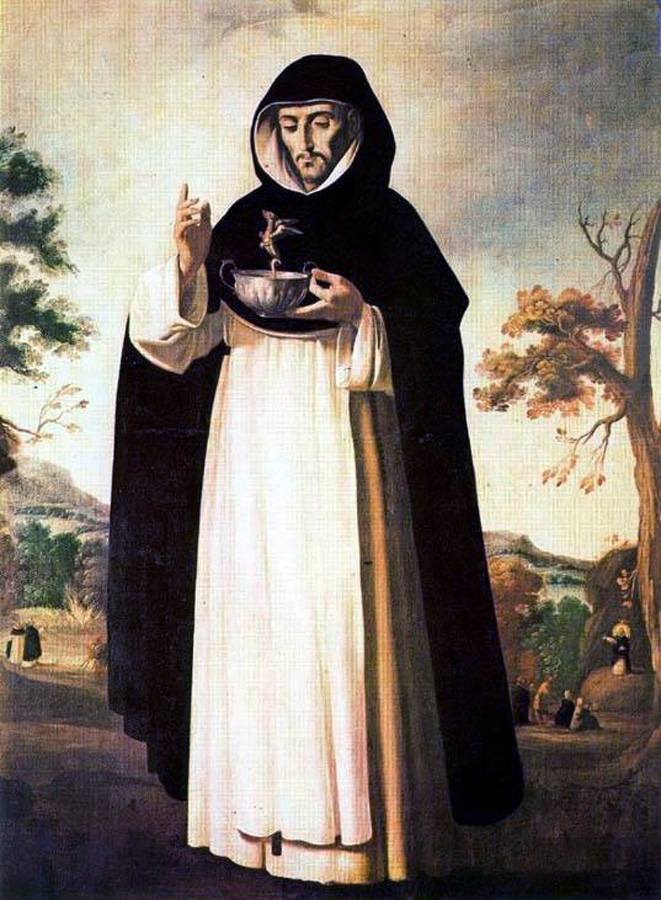
Ölgemälde des Heiligen Luis Beltrán von Francisco de Zurbarán 1640.

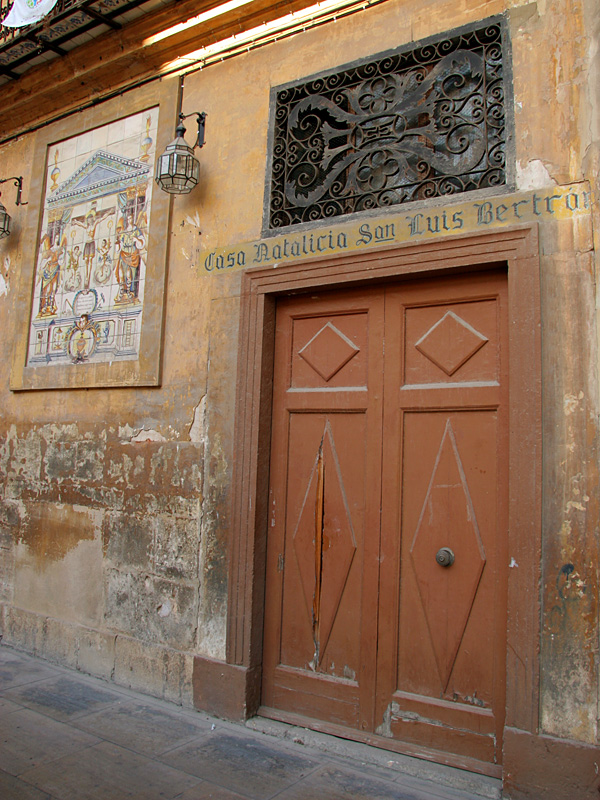
Geburtshaus in Valencia

Luis Beltrán Exach (* 1. Januar 1526 in Valencia, Spanien; † 9. Oktober 1581), auch bekannt als Ludwig Bertrand, ist ein spanischer Heiliger aus dem Orden der Dominikaner. Er wurde 1671 von Papst Clemens X. heiliggesprochen.

## Leben
Luis Beltrán wurde am 1. Januar 1526 in Valencia als Sohn von Luis Beltrán und Ángela Exach geboren. Er trat 1544 in den Konvent der Dominikaner in Valencia ein. Wie viele andere Dominikaner ging er als Missionar nach Amerika, wo er nach seiner Landung in Cartagena de Indias in der Region des unteren Río Magdalena tätig war. 1568 wurde er zum Prior des Konvents von Santo Domingo in Santa Fe de Bogotá. Die Grausamkeit, die Gier und die Übergriffe der Encomenderos, der königlichen Beauftragten für die Eroberung der Kolonialgebiete und die Unterdrückung der Indianer, waren die hauptsächlichen Hindernisse, die er in seiner Arbeit überwinden musste. Als er erkannte, dass er nichts gegen diese Übel ausrichten konnte, bat er um Versetzung nach Europa.
Es existieren viele Geschichten und Legenden über die Konflikte dieses Ordensmanns mit den Conquistadores, die mehrmals versuchten, ihn zu ermorden.
Bei seiner Rückkehr nach Valencia wurde er mit großer Freundlichkeit aufgenommen. Wie in seiner Ordensjugend wurde er mit dem Amt des Novizenmeisters betraut. An die Tür seiner Zelle brachte er die folgende Inschrift an: Wenn ich den Menschen gefallen wollte, wäre ich kein Diener Jesu Christi.  Nach vielen Krankheiten, die er als einen Prozess der Reinigung durch Gott verstand, starb er am 9. Oktober 1581, ein Jahr vor der Heiligen Teresa von Ávila, mit der er in Briefkontakt stand. Immer wieder wiederholte er die Worte des Heiligen Augustinus: Verbrenne, schneide und strafe hier, Herr, damit Du mir auf immer vergibst. Papst Paul V. sprach ihn 1608 selig und Alexander VII. erklärte ihn zum Patron des Nuevo Reino de Granada. Er wurde von Papst Clemens X. 1671 heiliggesprochen. Sein Fest wird am 9. Oktober gefeiert.